# Michele Maria Tumminelli
Michele Maria Tumminelli (Castelbuono, 11 gennaio 1894 – Milano, 30 luglio 1988) è stato un educatore e politico italiano, attivo nel campo delle politiche dell’istruzione pubblica e privata.

## Biografia
Michele Maria Tumminelli nacque a Castelbuono, in provincia di Palermo, da Mariano, farmacista del paese, e Elisabetta Maimone.
Terzo di sei fratelli e primo figlio maschio della coppia, Michele Maria, ai tempi del liceo, seguì insieme alla sua sorella maggiore il percorso educativo degli altri quattro fratelli avendo la famiglia perso il padre.
Durante la frequenza universitaria esplose la Grande Guerra, che Tumminelli combatté da ufficiale nel corpo dei Bersaglieri.
Congedatosi con il grado di tenente, riprese gli studi, iscrivendosi alla Statale di Milano e, nelle more della laurea, impiegandosi come istitutore al Collegio Civico di Cassano d'Adda.
Dopo la laurea, conseguita con una tesi in storia dell'arte, fondò a Milano il liceo “Edmondo de Amicis”, scuola media inferiore e superiore parificata, nella quale iniziò a mettere in pratica un particolare sistema educativo, noto con il termine di “biopedagogia” e il cui progetto, negli anni quaranta, fu anche oggetto di pubblicazione e reso noto al grande pubblico. Fra i suoi collaboratori furono il Prof Nicola Pende e la Dott. Gualco. La sua attività pedagogica valse nel 1939 la Medaglia d'Oro per la Pubblica Istruzione all'Istituto De Amicis. Oggi gli Istituti De Amicis, gestiti dalla famiglia Massa, riuniscono scuole medie inferiori e scuole secondarie paritarie. Tra le proposte ci sono Liceo Classico con indirizzo Giornalismo, il Liceo Scientifico, il Liceo delle Scienze Umane con indirizzo Spettacolo, l'Istituto Tecnico Economico Multimediale, il Liceo dello Sport, l'Istituto Tecnico Aeronautico National Avio School e infine il corso superiore Milan Style Academy dedicato alla moda e a luxury management.
Con l'Italia impegnata nel secondo conflitto, Tumminelli aprì un nuovo istituto, a Gardone Riviera (BS); mentre il collegio "Tumminelli", diretto dalla moglie Maria Lucilla Evangelista (1907 - 1969), servì come luogo di rifugio per gli sfollati della zona di Milano, la struttura scolastica servì da surrogato alle scuole pubbliche e private del circondario.
Eletto deputato all'Assemblea Costituente nel giugno 1946 nelle file dell'Uomo Qualunque ebbe un ruolo all'interno della Commissione Scuola della Assemblea Costituente. Non fu eletto alle politiche del 1948.
Passò poi nel partito monarchico dopo lo scioglimento della formazione di Guglielmo Giannini; con il partito di Alfredo Covelli fu eletto al consiglio comunale di Milano.
Tumminelli fu autore di numerosi saggi di argomento pedagogico, sia relativi alla disciplina da lui teorizzata, sia più in generale riguardo allo stato e agli obiettivi e finalità della pubblica istruzione e ai metodi d'insegnamento in Italia. Scrisse la sua autobiografia, "Sopra il capo il cielo", presente nella scheda bibliografica.